# الدول الفاشلة (كتاب)
الدول الفاشلة: إساءة استخدام السلطة والاعتداء على الديمقراطية هو كتاب من تأليف نعوم تشومسكي، نُشر لأول مرة في عام 2006. يجادل تشومسكي بأن الولايات المتحدة أصبحت دولة فاشلة، وبالتالي أصبحت تشكل خطرًا على شعبها وعلى العالم.